# کودتای ۱۹۸۷ فیجی
کودتای ۱۹۸۷ فیجی در ۱۴ مه رخ داد. کلنل سیتیونی رابوکا همراه ده مرد که ماسک گاز پوشیده بودند، اعضای دولت انتخابی تیموکی باوادرا را ربودند و زندانی کردند. آنان به گفته خود در حال محافظت از دولت در برابر خشم بومیان فیجی بودند که در ماه آوریل اعتراضات پرسروصدایی را به راه انداخته بودند. نیوهای نظامی سلطنتی فیجی و اعضای حزب اتحاد که از پذیرفتن نتایج انتخابات آوریل ۱۹۸۷ سر باز می‌زدند، دست به اقدامات بی‌ثبات‌کننده علیه دولت منتخب زدند. به اعتقاد بریج لال شکست حزب اتحاد در انتخابات در حالی که کنترل فیجی را از ۱۹۷۰ تا ۱۹۸۷ در دست داشت، علت اصلی کودتا بود.
مدتی بعد رابوکا شورایی نظامی تشکیل داد. راتو پنایا، فرماندار کل، کمیته‌ای برای بازنگری در قانون اساسی ۱۹۷۰ تشکیل داد که به عقیدهٔ ملی‌گرایان باعث شکست بومیان فیجی شده بود. فرماندار کل پارلمان فیجی را منحل کرد، رابوکا را عفو و به سمت فرماندهی نیروهای نظامی سلطنتی فیجی منصوب کرد، و تلاش کرد بین حزب اتحاد (بومیان) و ائتلاف هندیان (ائتلاف FLP و NFP) سازش ایجاد کند. اقدامات راتو پنایا از دید ائتلاف مشکوک بود و باوادرا (نخست‌وزیر معزول) از پنایا در دادگاه شکایت کرد. بومیان بابت اینکه هندیان یکی از سران آن‌ها را به دادگاه برده بودند به خشم آمدند. مذاکرات بین حزب اتحاد و ائتلاف هندیان برای تشکیل دولت وحدت ملی در حال نتیجه دادن بود که رابوکا، رهبر کودتا و فرمانده ارتش، آن را خلاف اهداف کودتای مه خواند و در ۲۵ سپتامبر ۱۹۸۷ برای بار دوم کودتا کرد، فرماندار کل را عزل و حکومت نظامی برقرار کرد. در همان سال، رابوکا دولتی موقت به نخست‌وزیری راتو مارا و ریاست راتو پنایا شکل داد. کمیته بازنگری در قانون اساسی مجدداً آغاز به کار کرد و این بار توانست قانون اساسی را به نفع بومیان و ارتش تغییر دهد. به این ترتیب ریاست ملکهٔ بریتانیا بر فیجی پایان یافت و این کشور به یک جمهوری تبدیل شد.

## یادداشت
1. ↑  Sitiveni Rabuka
2. ↑  Timoci Bavadra
3. ↑  Alliance Party
4. ↑  Brij Lal
5. ↑  Ratu Penaia
6. ↑  Ratu Mara